# François Hollande
François Gérard Georges Nicolas Hollande (AFI: fʁɑ̃swa ʒeʁaʁ ʒɔʁʒ(ə) nikɔla ɔlɑ̃d · ; Rouen, 12 agosto 1954) è un funzionario e politico francese, Presidente della Repubblica francese dal 2012 al 2017 e segretario del Partito Socialista dal 1997 al 2008.
Ex-magistrato presso la Corte dei conti e brevemente avvocato, è membro dell'Assemblea nazionale dal 2024, dopo esserlo già stato due volte (dal 1988 al 1993 e dal 1997 al 2012). Dopo la nomina di Lionel Jospin a Matignon, è stato il primo segretario del Partito Socialista (PS), dal 1997 al 2008, durante la terza coabitazione e poi nell'opposizione. A livello locale, è stato sindaco di Tulle, dal 2001 al 2008, e ha presieduto il consiglio generale di Corrèze, dal 2008 al 2012. È stato altresì Europarlamentare per un breve periodo nel 1999.
Nominato candidato del PS alle elezioni presidenziali del 2012 dopo le primarie, viene eletto capo dello Stato contro il presidente uscente, Nicolas Sarkozy, con il 51,6% dei voti espressi nel secondo turno. La sua presidenza è segnata da un aumento della tassazione quindi da una svolta social-liberale, dalla legge sui matrimoni omosessuali, dall'organizzazione della Conferenza di Parigi del 2015 sul clima, da interventi militari (in Mali, nella Repubblica Centrafricana e in Medio Oriente), dalla crisi migratoria in Europa e l'instaurazione di uno stato di emergenza a seguito di numerosi attacchi islamisti in Francia.
Compagno di Ségolène Royal e padre dei loro quattro figli, Hollande ha visto la sua reputazione scalfita da alcuni scandali circa le sue relazioni clandestine. Ma è stata soprattutto la politica fiscale a renderlo impopolare.
Di fronte alle intenzioni di voto molto basse e ai rischi di primarie aperte, rinuncia all'idea di candidarsi a un secondo mandato, primo caso nella Quinta Repubblica. Sceglie di non sedere nel Consiglio costituzionale, di cui è membro ex-officio, e diventa presidente dell'associazione La France s'engage.
Ritorna sulla scena pubblica nel 2024 quando, candidatosi alle elezioni legislative del 2024, risulta eletto nuovamente nel suo collegio della Corrèze.

## Biografia

### Estrazione e formazione
Il padre di Hollande, Georges Gustave (1923–2020), era un medico, descritto come ombroso e autoritario. Aveva posizioni politiche di estrema destra, vicino a Pétain e ai collaborazionisti di Vichy durante la seconda guerra mondiale e simpatizzante dell'OAS durante la guerra di Algeria, profondamente ostile ai comunisti. Nel 1959 si candidò alle elezioni comunali a Rouen, in una lista di estrema destra, in netta contrapposizione con i gollisti, e nel 1965 si candidò alle elezioni comunali di Bois-Guillaume. Oltre alla professione medica, era attivo nel settore immobiliare. La madre di Hollande, Nicole Frédérique Marguerite Tribert (1927-2009) era infermiera di formazione e lavorava come assistente sociale. Viene descritta come amorevole, solare e generosa, cattolica e simpatizzante della sinistra. I nonni paterni, Gustave Léopold Henri Joseph Hollande (1893–1984) e Antoinette Patrice (1893–1980) erano insegnanti, mentre quelli materni, Robert Tribert (1896–1980) e Jeanne Adrienne Jacquignon (1896-1975) erano nel settore dell'abbigliamento, lui sarto e lei produttrice e costruttrice di cappelli.
Hollande trascorse la sua infanzia a Bois-Guillaume e fu educato presso la scuola cristiana "Saint Jean-Baptiste de La Salle" a Rouen. All'inizio del 1968 il padre di Hollande decise di lasciare Rouen, di chiudere il suo studio, vendere le sue proprietà e chiudere l'attività politica. L'intera famiglia si trasferì nella zona di Parigi, a Neuilly-sur-Seine. Hollande vi frequentò il liceo Pasteur. François Hollande conseguì la laurea triennale (Licence) in giurisprudenza presso l'università di Parigi, poi ottenne il diploma dell'Institut d'études politiques de Paris (Sciences-Po) e dell'Ecole des Hautes Etudes Commerciales (HEC). Fu in seguito ammesso all'École nationale d'administration (ENA). Vi si diplomò nel 1980 nella Promotion Voltaire.
Nel 1980 Hollande cominciò a lavorare come uditore presso la Corte dei conti e nel 1984 divenne consigliere referendario presso la stessa istituzione. Entrò in aspettativa dopo la sua elezione in Parlamento nel 1988. Negli anni ottanta e fino al 1991 Hollande insegnò inoltre economia a Sciences Po.

### Vita privata
Hollande ha avuto un fratello, Philippe, di due anni più anziano, morto nel maggio 2017.
Fino al giugno 2007 ha convissuto con Ségolène Royal: i due si conobbero alla fine degli anni settanta all'ENA, anche se inizialmente i loro rapporti non furono buoni. La loro relazione cominciò mentre stavano svolgendo uno stage assieme a Chanteloup-les-Vignes alla fine degli anni settanta. La relazione non è mai stata ufficializzata dal matrimonio, e le voci su un loro PACS sottoscritto nel 2001 furono a suo tempo smentite da Royal. Hanno avuto quattro figli: Thomas (nato nel 1984), Clémence (1986), Julien (1987) e Flora (1992). Nel 2007, la sera della sconfitta del Partito Socialista nel ballottaggio delle elezioni legislative, la stessa ha annunciato la rottura del loro rapporto.
Hollande è stato legato alla giornalista di Paris Match e Direct 8 Valérie Trierweiler dagli anni 2000. All'epoca era ancora impegnato con Royal, per questo motivo i due hanno riconosciuto di avere una relazione solo nel 2010. Anche in questo caso, l'unione non è ufficializzata né da un matrimonio né da un PACS.
Il 9 gennaio 2014 il settimanale Closer rivela la relazione segreta di Hollande con l'attrice francese Julie Gayet. In realtà, delle indiscrezioni circa questa relazione circolavano almeno dal marzo 2013. Questa vicenda ebbe pesanti ripercussioni sulla popolarità di Hollande. Il 4 giugno 2022 i due si sono sposati in segreto a Tulle.

## Carriera politica

### Gli inizi
Hollande si avvicinò all'attività politica durante gli studi universitari a Sciences Po. Militò nel sindacato studentesco Unef-Renouveau, vicino al Partito comunista, e fu capolista del movimento alle elezioni sindacali. A Sciences Politiques conobbe ed ebbe una relazione con Dominique Robert, nipote del deputato socialista Louis Mexandeau, vicino al leader del PS François Mitterrand. La relazione contribuì ad avvicinare Hollande ai socialisti, e nel 1974 Hollande presiedette il comitato dell'HEC a sostegno della candidatura di Mitterrand alle elezioni presidenziali di quell'anno. Nel 1975 la responsabile per la gioventù del Partito socialista Édith Cresson propose a Hollande di assumere la leadership del sindacato studentesco Cosef, vicino al Partito socialista, ma Hollande rifiutò, nonostante la sua simpatia per Mitterrand. Durante gli studi all'ENA, Hollande fu tra i fondatori del Comitato d'azione per la riforma dell'ENA.
Nel 1976 Hollande fu esentato dal servizio militare a causa della sua miopia, ma fece ricorso contro questa decisione e nel gennaio 1977 cominciò il suo servizio nella scuola ufficiali di Coëtquidan. Tra i suoi compagni di camerata vi erano Jean-Pierre Jouyet, futuro segretario di stato agli affari europei nei governi Fillon e direttore dell'Autorità per i mercati finanziari, Michel Sapin, futuro ministro delle finanze e consigliere economico di Hollande e Henri de Castries, presidente della società assicurativa AXA e vicino a Nicolas Sarkozy.
Hollande aderì al Partito socialista nel 1979, su invito di Jacques Attali. Fu uno dei consulenti economici dell'allora segretario del partito François Mitterrand. Nel 1981, all'età di 26 anni, fu candidato all'Assemblea nazionale nel collegio della Corrèze, che era stato precedentemente proposto a Jacques Delors. Fu sconfitto dal candidato gollista Jacques Chirac, ma ottenne comunque un risultato migliore delle attese, conseguendo il 26% dei voti, quasi costringendo al ballottaggio Chirac, eletto al primo turno per soli 350 voti. Nel maggio dello stesso anno fu nominato, assieme a Ségolène Royal, uno dei due consiglieri ufficiosi di Jacques Attali, assistente di Mitterrand per la politica estera.
Dal 23 marzo 1983 al 7 dicembre 1984 Hollande ricoprì la carica di capo di gabinetto dei due portavoce del terzo governo Mauroy, Max Gallo e Roland Dumas. Nel corso di tale mandato prese parte ad un'operazione politica perpetrata da François Mitterrand, il quale invitò il giornalista André Bercoff a scrivere un pamphlet sotto pseudonimo, presentandosi come esponente della destra ma di fatto screditando le idee della destra. Il libro fu pubblicato con il titolo De la reconquête e lo pseudonimo di "Caton". Per non fare riconoscere la voce del vero autore, Hollande prestò la sua voce per interviste di "Caton" a France Inter e ad altre radio.
Il 14 marzo 1983 Hollande fu eletto consigliere comunale di Ussel, incarico che ricoprì fino al marzo 1989, quando divenne vicesindaco di Tulle. Rimase vicesindaco fino al giugno 1995, poi fu membro dell'opposizione in consiglio comunale e dal marzo 2001 al marzo 2008 fu sindaco della cittadina, eletto al primo turno con il 53% dei voti. Ha fatto parte del consiglio regionale del Limosino nel marzo 1992 e dal marzo 1998 all'aprile 2001, fungendo da suo vicepresidente dal 1998 in poi.
Dopo la rielezione di Mitterrand alla presidenza della repubblica nel 1988, Hollande fu nominato segretario della commissione delle finanze e della programmazione e relatore del bilancio della difesa. Il 12 giugno 1988 Hollande fu eletto per la prima volta deputato in rappresentanza del collegio della Corrèze. Fece parte dell'Assemblea nazionale fino al 1º aprile 1993.
Al congresso del Partito socialista del 1990 Hollande, fino ad allora visto come un tecnocrate dal profilo non troppo definito, si distinse per le critiche vivaci ai notabili del partito. Nel dicembre 1992 fu nominato presidente del Consiglio consultivo delle persone handicappate. Dopo la sconfitta elettorale del 1993, tornò a lavorare alla Corte dei conti e lavorò per alcuni mesi anche come avvocato.

### Segretario del Partito Socialista

Hollande e Ségolène Royal ad un congresso del Partito Socialista nel 2007

Nel novembre 1994 Hollande fu nominato nella segreteria del Partito socialista e divenne responsabile del partito per le questioni economiche. L'anno successivo fu portavoce di Lionel Jospin alle elezioni presidenziali. Hollande rimase particolarmente vicino a Jacques Delors, per cui si occupò dell'associazione "Témoins". Nel 1997 il primo ministro Lionel Jospin nominò Hollande portavoce del governo, ritenendolo "il migliore, il più brillante e il più politico" tra i dirigenti socialisti. Hollande è ritenuto un oratore molto buono, scherzoso e capace di instaurare un buon rapporto con i giornalisti. Nel giugno 1997 fu rieletto all'Assemblea nazionale in rappresentanza della Corrèze con il 54% dei voti.
Il 27 novembre 1997 Hollande divenne primo segretario del partito, sostenuto in particolare dall'ala moderata e riformista del partito. Nel giugno 1999 fu capolista della lista socialista per le elezioni europee e divenne membro del Parlamento europeo, ma si dimise nel dicembre dello stesso anno. Nel 1999 fu nominato inoltre vicepresidente dell'Internazionale socialista.
Nel 2002 il Partito socialista subì una durissima sconfitta elettorale alle elezioni presidenziali, anche se alle elezioni legislative Hollande riuscì a conservare il suo seggio parlamentare ottenendo il 53% dei voti al secondo turno) Nel 2003 fu riconfermato segretario del partito. Nel 2004 condusse il PS a notevoli vittorie elettorali, sia alle elezioni regionali sia alle elezioni europee.
Nel 2005 Hollande annunciò che avrebbe votato sì al referendum sulla Costituzione europea, schierandosi contro altri membri influenti del PS, tra cui Laurent Fabius, sostenitori del no. Hollande decise di fare svolgere un referendum interno tra i delegati socialisti, in cui prevalsero i sì (59%). Tuttavia, al referendum sulla Costituzione europea prevalsero i contrari, tra cui anche molti elettori socialisti (secondo gli exit-poll e i sondaggi), e Hollande ne uscì indebolito. Al congresso del partito del novembre 2005 fu comunque riconfermato segretario con un'ampia maggioranza. Riuscì a gestire in maniera abbastanza efficace le profonde divisioni del partito, mantenendolo unito e svolgendo un ruolo di mediatore tra le varie correnti.
Alle elezioni presidenziali del 2007 la candidata socialista fu Ségolène Royal, all'epoca compagna di Hollande. Alle elezioni legislative di quell'anno Hollande fu riconfermato nel suo seggio con il 60% dei voti al secondo turno. Il 20 marzo 2008 Hollande fu eletto presidente del Consiglio generale della Corrèze con il 55% dei voti, rinunciando all'incarico di sindaco di Tulle. Al congresso del PS di Reims del novembre 2008 Hollande si presentò dimissionario da primo segretario; gli successe Martine Aubry.

### Candidato alle elezioni presidenziali del 2012

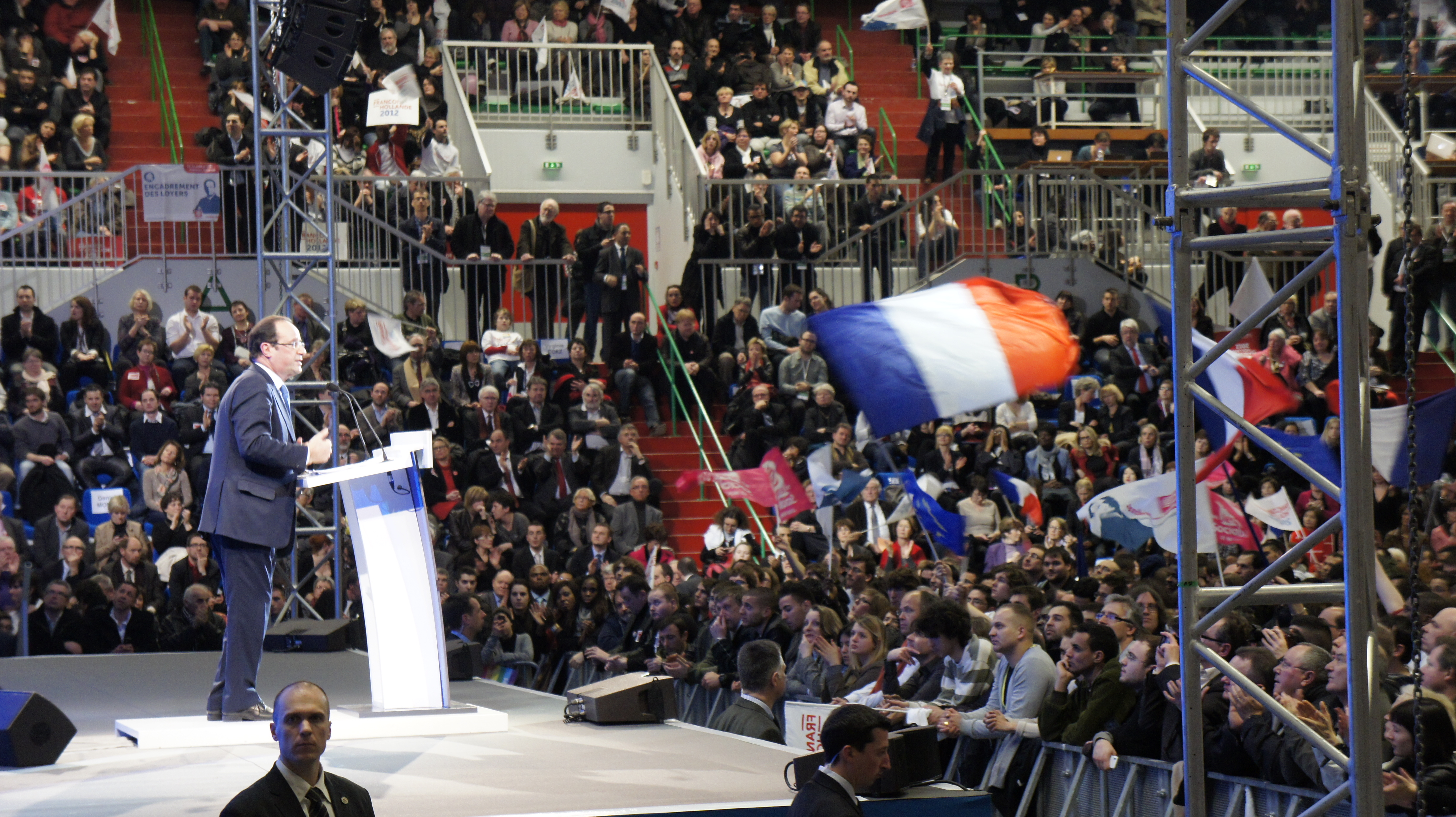
Hollande durante la campagna presidenziale del 2012

Nel febbraio 2010 Hollande rifiutò l'incarico di Primo presidente della Corte dei Conti che gli fu offerto dal presidente della Repubblica Nicolas Sarkozy. Dopo le elezioni cantonali del marzo 2011 Hollande rinunciò alla presidenza del Consiglio generale della Corrèze e il 31 marzo annunciò la sua candidatura alle primarie del Partito socialista in vista delle elezioni presidenziali dell'aprile-maggio 2012.
Il 27 aprile Hollande lanciò la sua campagna per le primarie a Clichy-la-Garenne, comune di cui fu sindaco Jacques Delors. Dopo l'arresto di Dominique Strauss Kahn a New York il 14 maggio 2011 e la sua uscita dalle primarie socialiste, Hollande si ritrovò assieme alla segretaria del partito Martine Aubry tra i favoriti delle primarie. Accusato di mancare di carisma, durante la campagna per le primarie Hollande ha scelto di presentarsi come "presidente normale", in netta contrapposizione con l'immagine del presidente in carica Sarkozy, e come un esponente del popolo, in contrasto anche con l'immagine di Dominique Strauss Kahn. La sua candidatura fu contrastata dai cosiddetti "elefanti" del partito, i notabili storici come Laurent Fabius. Anche altri esponenti di primo piano del partito come il sindaco di Parigi Bertrand Delanoë appoggiarono la principale rivale di Hollande Martine Aubry. Hollande fu criticato per la sua mancanza di esperienza diretta di governo, non essendo mai stato ministro.
Il 16 ottobre 2011 Hollande ha vinto le primarie del Partito Socialista, battendo Martine Aubry e diventando così lo sfidante del PS del presidente uscente Nicolas Sarkozy alle elezioni presidenziali dell'aprile-maggio 2012. Hollande gode anche dell'appoggio del Partito Radicale di Sinistra, del Movimento Repubblicano e Cittadino e del Movimento Unitario Progressista.

## Presidente della Repubblica Francese

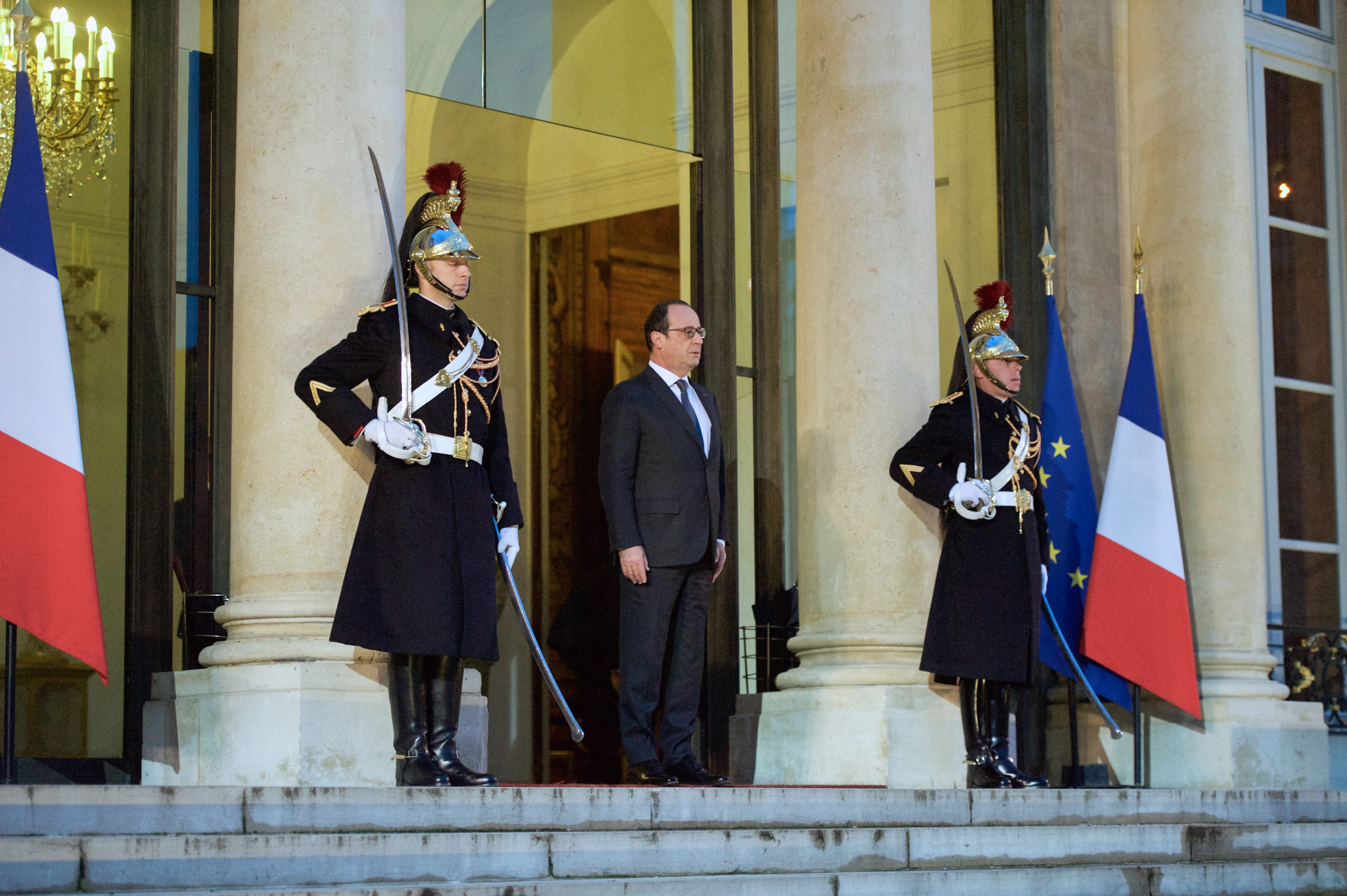
Hollande all'Eliseo nel 2015

Al primo turno delle elezioni presidenziali il 22 aprile 2012 Hollande ha ottenuto la maggioranza relativa dei voti (28,6%), che lo ha portato a sfidare al secondo turno il presidente uscente Sarkozy (secondo con il 27% dei voti). Il risultato di Hollande è il secondo miglior risultato di sempre per i socialisti francesi alle elezioni presidenziali, e si tratta del primo caso nella storia francese in cui uno sfidante al primo turno di un'elezione presidenziale ottiene più voti del presidente uscente. Il 6 maggio 2012 Hollande ha vinto anche il secondo turno delle elezioni presidenziali ottenendo 18 000 668 voti (51,6 %), contro i 16 860 685 (48,4 %) di Sarkozy. Con la sua vittoria un socialista detiene la presidenza della repubblica per la prima volta dopo 17 anni.
Il 15 maggio 2012 si insedia ufficialmente alla carica di Capo dello Stato francese succedendo a Nicolas Sarkozy.

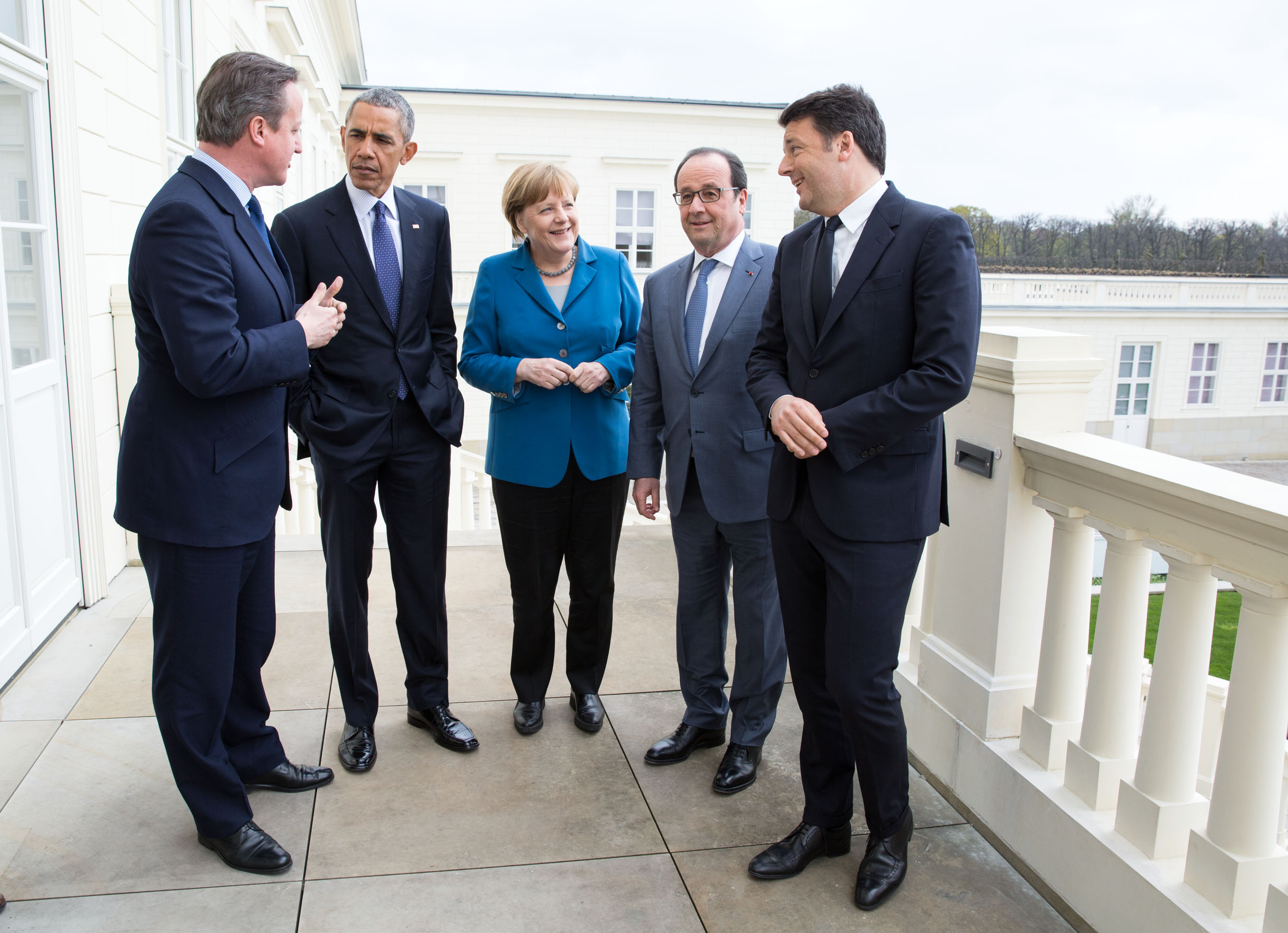
Il presidente Hollande durante un incontro del G8 in Germania nel 2016 insieme a (partendo da sinistra): David Cameron, Barack Obama, Angela Merkel e Matteo Renzi.

### Politica fiscale
Le politiche economiche di Hollande sono di ampio respiro, tra cui il sostegno alla creazione di un'agenzia europea di rating del credito, la separazione dei prestiti e degli investimenti nelle banche, la riduzione della quota di elettricità generata dal nucleare in Francia dal 75 al 50% a favore delle fonti di energia rinnovabili, fondere l'imposta sul reddito e il contributo sociale generale (CSG), creando un 45% in più per i redditi aggiuntivi di 150.000 euro, limitando le scappatoie fiscali a un massimo di 10.000 euro all'anno, e mettendo in discussione la misura della tassa di solidarietà sul patrimonio (ISF, Impôt de Solidarité sur la Fortune) che dovrebbe portare 29 miliardi di euro di entrate supplementari. Hollande ha anche segnalato la sua intenzione di attuare un'aliquota del 75% dell'imposta sul reddito sui redditi guadagnati sopra 1.000.000 di euro all'anno, per generare la fornitura di fondi di sviluppo per le periferie svantaggiate, e per tornare a un deficit dello zero per cento del PIL entro il 2017.. Tuttavia, il suo piano fiscale si rivela controverso: i tribunali lo dichiarano incostituzionale la tassa del 75% sui redditi più alti.
Hollande aveva anche annunciato diverse riforme dell'istruzione, impegnandosi a reclutare 60.000 nuovi insegnanti, a creare un'indennità di studio e una formazione con verifica dei mezzi, e a istituire un contratto reciprocamente vantaggioso che avrebbe permesso a una generazione di impiegati e artigiani esperti di essere i tutori e gli insegnanti dei più giovani neoassunti, creando così un totale di 150.000 posti di lavoro sovvenzionati. Questo è stato completato dalla promessa di aiuti alle PMI, con la creazione di una banca pubblica orientata agli investimenti delle PMI, e una riduzione dell'aliquota dell'imposta sulle società al 30% per le medie imprese e al 15% per le piccole.
Il governo di Hollande ha annunciato l'intenzione di costruire 500.000 case pubbliche all'anno, tra cui 150.000 case sociali, finanziate da un raddoppio del massimale del libretto A, la messa a disposizione da parte della regione dei terreni degli enti locali entro cinque anni. In accordo con la politica di lunga data del partito socialista, Hollande ha annunciato che l'età pensionabile tornerà a 60 anni, per coloro che hanno contribuito per più di 41 anni.

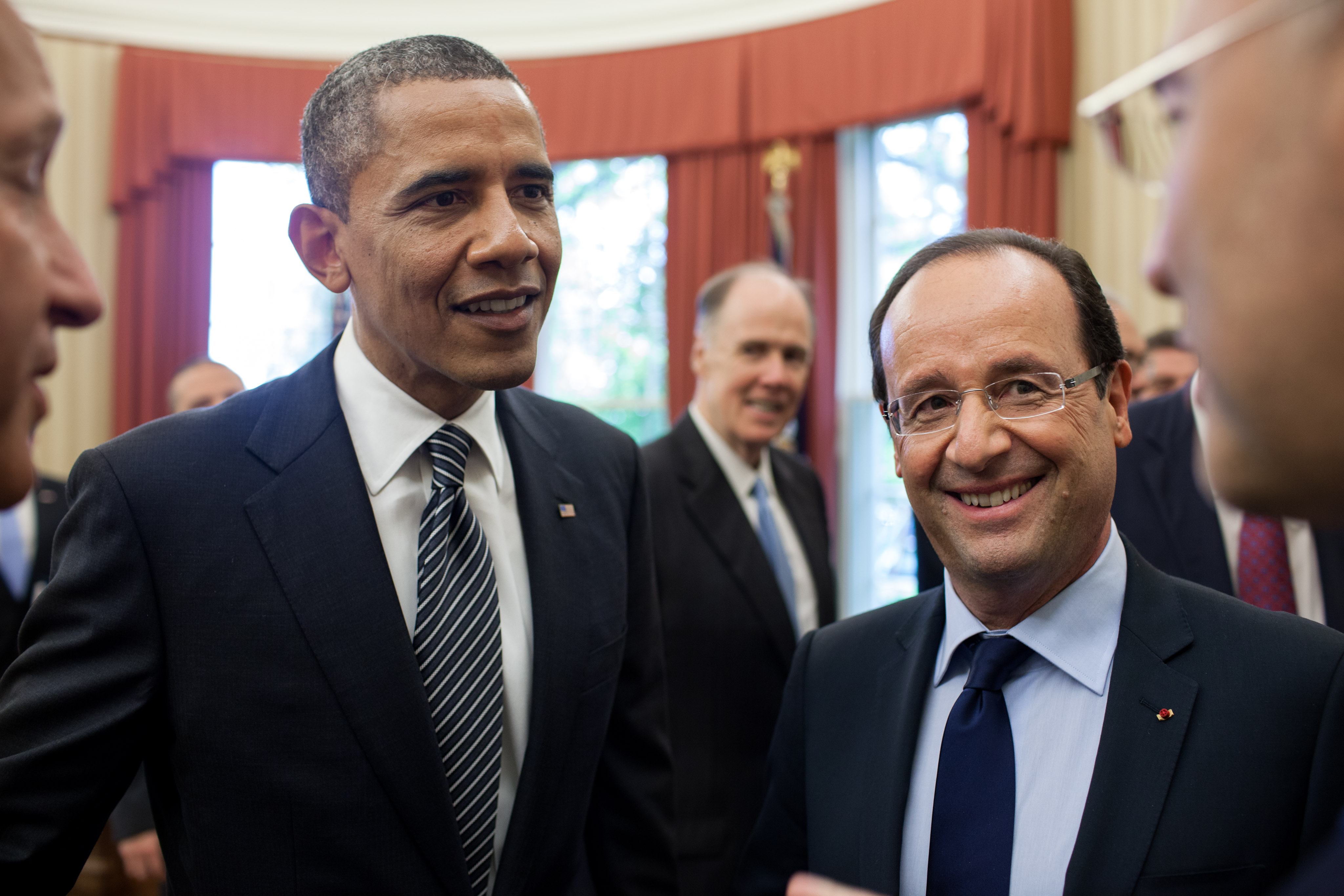
Francois Hollande insieme al presidente degli Stati Uniti d'America Barack Obama nel maggio 2012 durante un incontro bilaterale

### Riforma del lavoro
Hollande ha perseguito la riforma del lavoro per rendere la Francia più competitiva a livello internazionale. La legislazione è stata introdotta alla fine del 2012 e dopo un lungo dibattito è passata nel maggio 2013. La legge includeva misure per rendere più facile per i lavoratori di cambiare lavoro e per le aziende di licenziare i dipendenti. Una delle misure principali del progetto di legge permette alle aziende di tagliare temporaneamente i salari o le ore dei lavoratori durante i periodi di difficoltà economica. Questa misura si ispira alla Germania, dove i licenziamenti sono stati accreditati per consentire alle aziende di superare i tempi difficili senza ricorrere a licenziamenti di massa. I licenziamenti in Francia sono spesso contestati in tribunale e i casi possono richiedere anni per essere risolti. Molte aziende citano la minaccia di una lunga azione legale - anche più di qualsiasi costo finanziario - come la parte più difficile del fare affari in Francia. La legge accorcia il tempo che i dipendenti hanno per contestare un licenziamento e stabilisce anche uno schema per il trattamento di fine rapporto. Il governo spera che questo aiuterà i dipendenti e le aziende a raggiungere un accordo più velocemente nei licenziamenti controversi.

### Riforma delle pensioni
Hollande ha perseguito la riforma del sistema pensionistico in Francia, ma il processo si è rivelato molto controverso, con proteste e manifestazioni di massa. Nonostante l'opposizione, il Parlamento francese ha approvato una riforma nel dicembre 2013, volta a colmare un deficit pensionistico che avrebbe raggiunto i 20,7 miliardi di euro (28,4 miliardi di dollari) entro il 2020 se non si fosse intervenuti. Piuttosto che aumentare l'età pensionabile obbligatoria, come molti economisti avevano consigliato, Hollande ha perseguito l'aumento dei contributi, lasciando l'età pensionabile intatta. La riforma ha avuto un percorso accidentato in Parlamento, essendo stata respinta due volte dal Senato, dove il partito socialista di Hollande ha una sottile maggioranza, prima di ottenere un sostegno sufficiente in un voto finale davanti alla camera bassa del parlamento. I lavoratori francesi del settore privato vedranno la dimensione e la durata dei loro contributi pensionistici aumentare solo modestamente sotto la riforma, mentre i loro benefici pensionistici sono in gran parte non toccati..

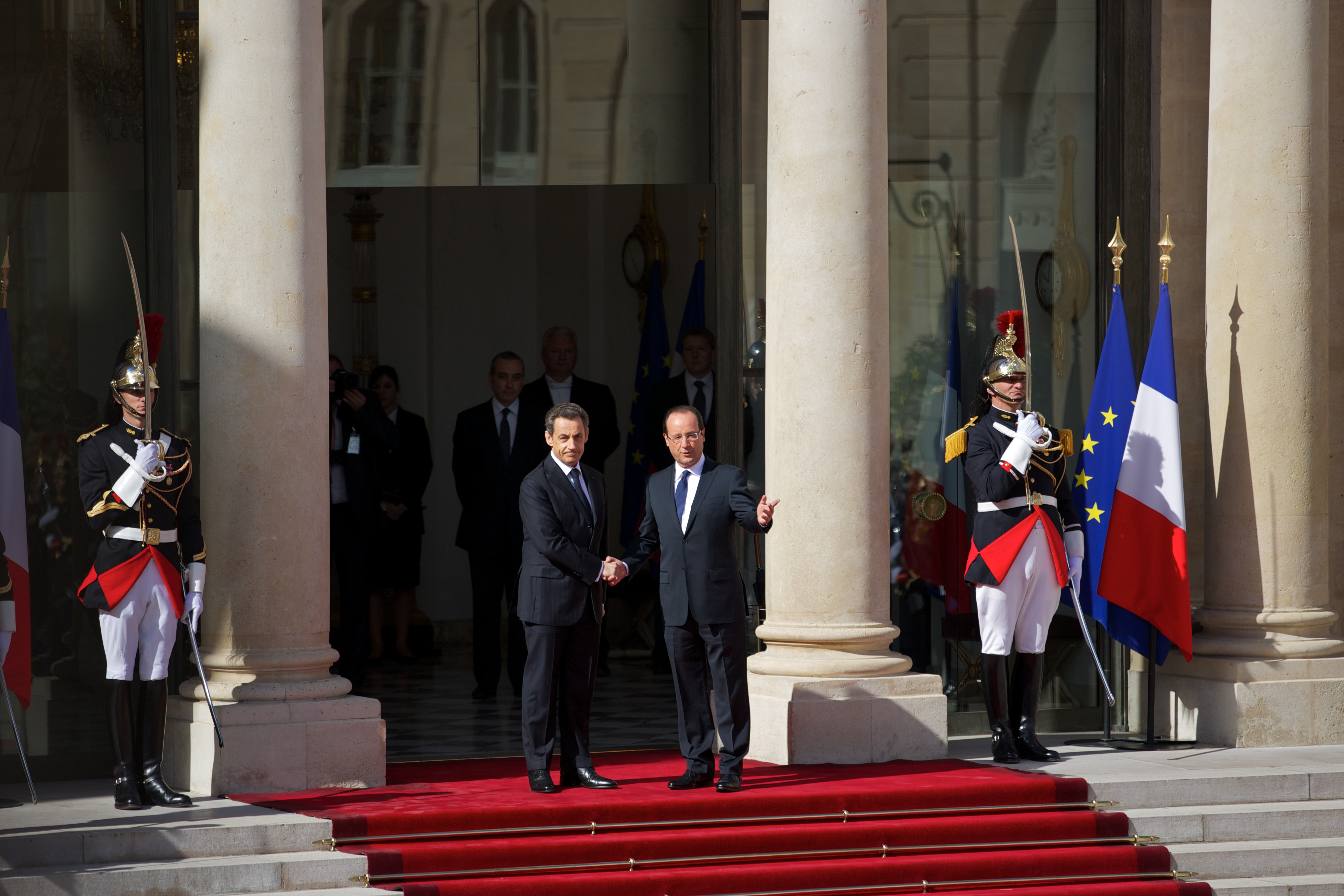
Il neo-eletto presidente Francois Hollande insieme al presidente uscente Nicolas Sarkozy nel 2012

### "Dopo-Sarkò"
Nel luglio 2012, Hollande, insieme con il Primo ministro Ayrault e al ministro dell'Interno Valls, viene contestato duramente dal proprio elettorato , per aver preso provvedimenti nei confronti di alcuni rom, che insorsero nelle loro periferie, protestando contro la politica oppressiva adottata dal governo, nei confronti della loro classe sociale. Il governo Hollande venne ribattezzato il "dopo-Sarkò", in riferimento alla politica dell'ex-presidente, noto nella politica francese, come nemica delle "banlieues". La vicenda si concluse con sostanziali condanne inflitte ai danni dei rom, e i vertici del governo e del Partito socialista si giustificarono, ribadendo che la giustizia non ha colori politici, e ribadendo che non si deve fare un uso irrazionale della parola "solidarietà", al centro del programma presidenziale di François Hollande.

### Mariage pour tous

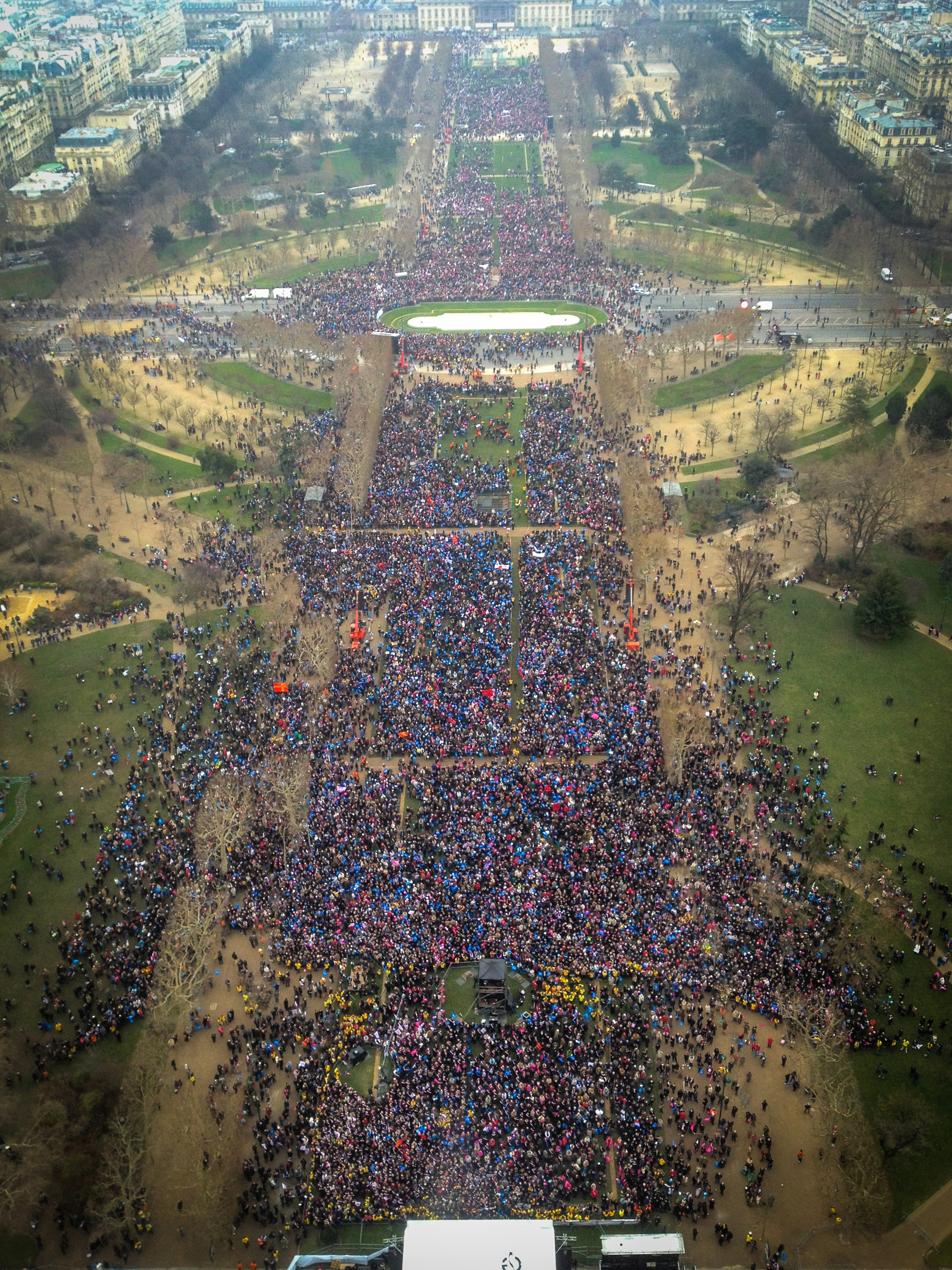
Manifestazione contro il mariage pour tous nel gennaio 2013 a Parigi

Nel primo semestre 2013 il Governo introduce il "matrimonio per tutti" (mariage pour tous) e le adozioni gay. La legge fu oggetto di molte critiche, in particolare dai cristiani conservatori, che organizzarono una serie di manifestazioni sotto l'etichetta La Manif pour tous. Secondo i sondaggi, il 63% dei francesi erano favorevoli al matrimonio, mentre il 56% era a favore anche delle adozioni.

### Impopolarità crescente
Questo provvedimento rimane per molto tempo una delle poche leggi degne di nota e l'inazione del Governo sugli altri fronti fa precipitare la popolarità del Presidente. Le prime contestazioni hanno ancora un tenore scanzonato: un blog intitolato "François, ta cravate" fa delle statistiche sulla posizione della cravatta del Presidente nelle sue apparizioni ufficiali: posizione che è quasi sempre storta. Ma poi, nel maggio 2013, L'Express conduce un sondaggio con cui riassume le cinque ragioni dell'impopolarità di Hollande: 
- assenza di provvedimenti concreti al di là dei proclami;
- promesse non mantenute;
- mancanza di autorevolezza e impressione d'incompetenza;
- mancanza di una direzione chiara;
- il fatto di avere attribuito più attenzione al matrimonio omosessuale rispetto ai problemi economici dei francesi.

Nell'ottobre 2013, l'"affare Leonarda" segna un peggioramento ulteriore dell'impopolarità di Hollande. Se fino a quel momento i francesi erano critici verso il Governo e le sue decisioni economiche, la vicenda della studentessa rom arrestata davanti ai compagni di scuola per essere espulsa insieme ai genitori rifugiati fa sì che il giudizio dei francesi si concentri sulla personalità stessa del Presidente della repubblica. Hollande appare sempre più come incapace di prendere qualunque decisione ». Nel novembre 2013, il barometro Ifop indica che François Hollande batte il record di impopolarità per un presidente della V Repubblica, con solamente il 20% di opinioni favorevoli.

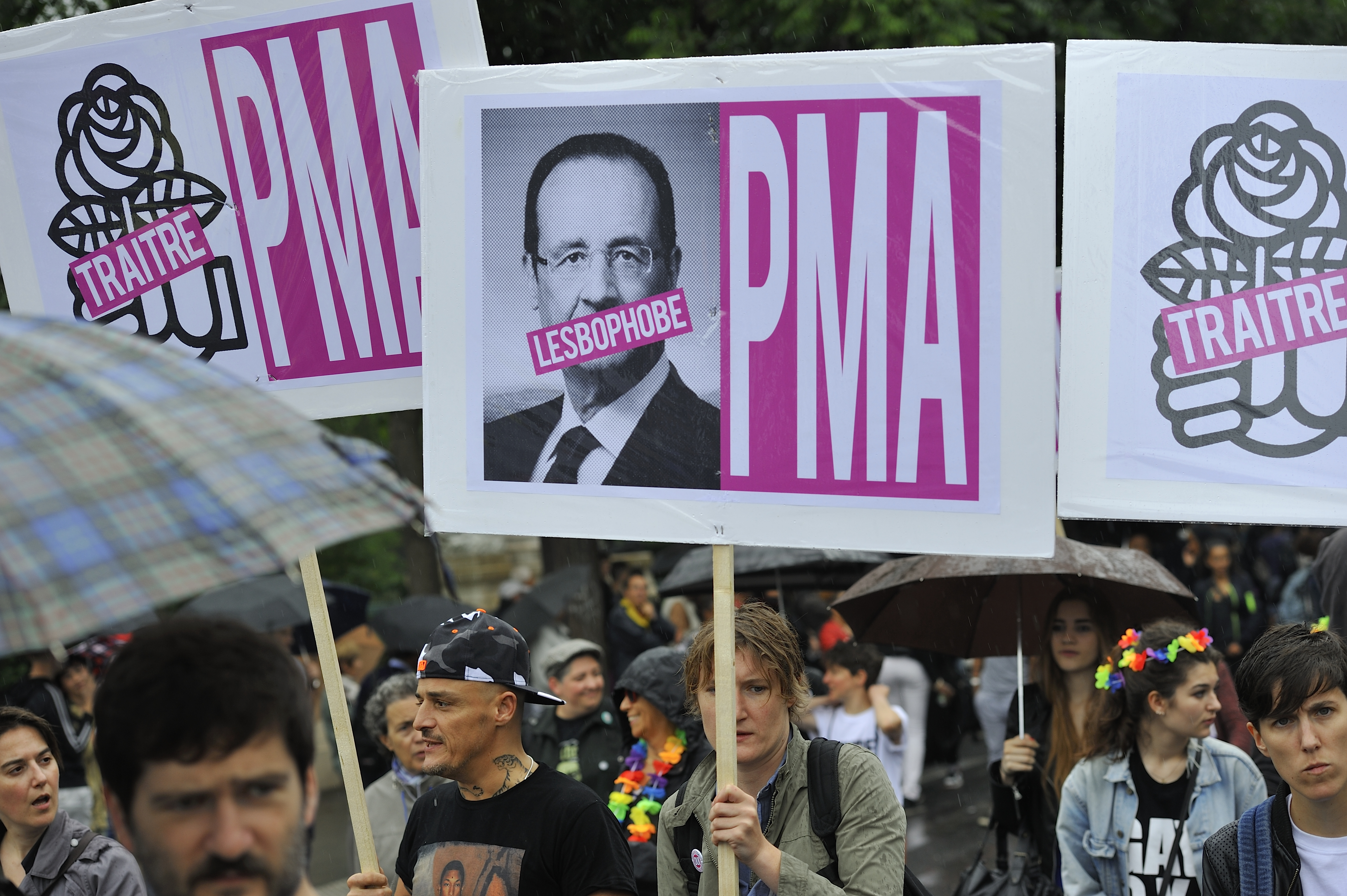
Manifestazione contro François Hollande durante il Gay Pride 2014 a Parigi.

Durante le commemorazioni dell'Armistizio della Prima guerra mondiale, l'11 novembre 2013, Hollande viene ripetutamente fischiato: prima la mattina a Parigi, poi durante la visita a Oyonnax la sera stessa. Alcuni analisti vedono in questi fischi un «sintomo forte di una delegittimazione progressiva della funzione presidenziale». Alcuni le considerano come il marchio di una «tradizione di estrema destra», ma anche di una «assenza apparente di autorità » da parte di François Hollande. Questi fischi sono qualificati da lui come «oltraggi e insulti» che «disonorano i loro autori».
Dal novembre 2013 si evocò l'ipotesi che Manuel Valls gli fosse preferito come candidato alle elezioni presidenziali del 2017. Molti sondaggi lo dettero già eliminato dalla competizione al primo turno.

### Libro-scandalo

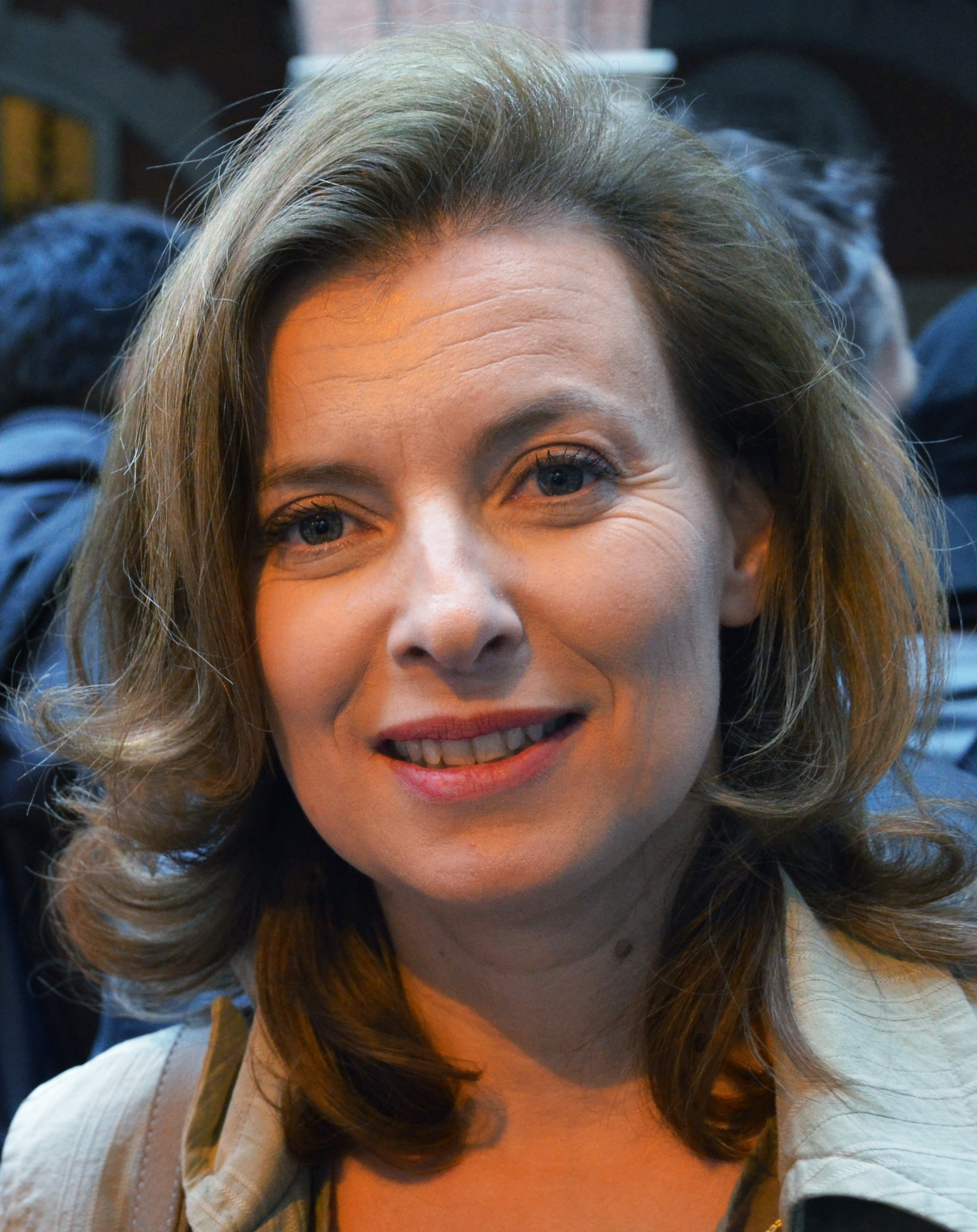
La "Première dame" Valérie Trierweiler

A gennaio 2014, gli scandali relativi alle sue relazioni extraconiugali segnano un ulteriore peggioramento della situazione. Il 9 gennaio 2014 il settimanale Closer rivela la relazione di Hollande con l'attrice Julie Gayet. La notizia viene ripresa non solo dalla stampa straniera, ma - fatto finora inedito - anche dalla stampa francese. L'allora Première dame, la giornalista Valérie Trierweiler viene ricoverata in ospedale per un malore e pochi giorni dopo, François Hollande annuncia la fine del loro rapporto. Qualche mese dopo, i giornali francesi riferiscono di una vera e propria vendetta della Première dame: nel settembre 2014, la giornalista pubblica un saggio autobiografico sulla sua relazione con François Hollande, dal 2005 fino alla rottura. Scritto in gran segreto, il libro è un best seller fin dal primo giorno e fornisce un ritratto impietoso del Presidente. In particolare l'opinione pubblica è colpita dall'affermazione secondo cui Hollande si esprimerebbe con disprezzo a proposito delle classi sociali più povere, chiamandole "senza denti" (sans dents).

### Attentati del 2015
Nel gennaio del 2015, a seguito degli attentati terroristici jihadisti a Parigi che fecero 17 morti, la popolarità di Hollande risalì di 21 punti percentuali, al 40% (solo François Mitterrand durante la prima guerra del Golfo ebbe un rimbalzo di 19 punti): il dato fu ritenuto l'effetto della rapida risposta che il Governo francese mise in pratica per contrastare le minacce alla sicurezza nazionale e la compostezza mostrata nei luttuosi eventi, culminata nella grande marcia di Parigi, domenica 11 gennaio. Tuttavia, nuovi attentati islamisti a Parigi del novembre 2015 e a Nizza nel luglio 2016, le sconfitte consecutive (regionali, cantonali, municipali) che relegarono il Partito Socialista al terzo posto dopo la destra e il Front National di Marine Le Pen, riportarono Hollande a livelli di impopolarità talmente elevati da esser sconosciuti nella Quinta Repubblica (Mitterrand scese al 22% nel dicembre 1991 durante il secondo settennato).

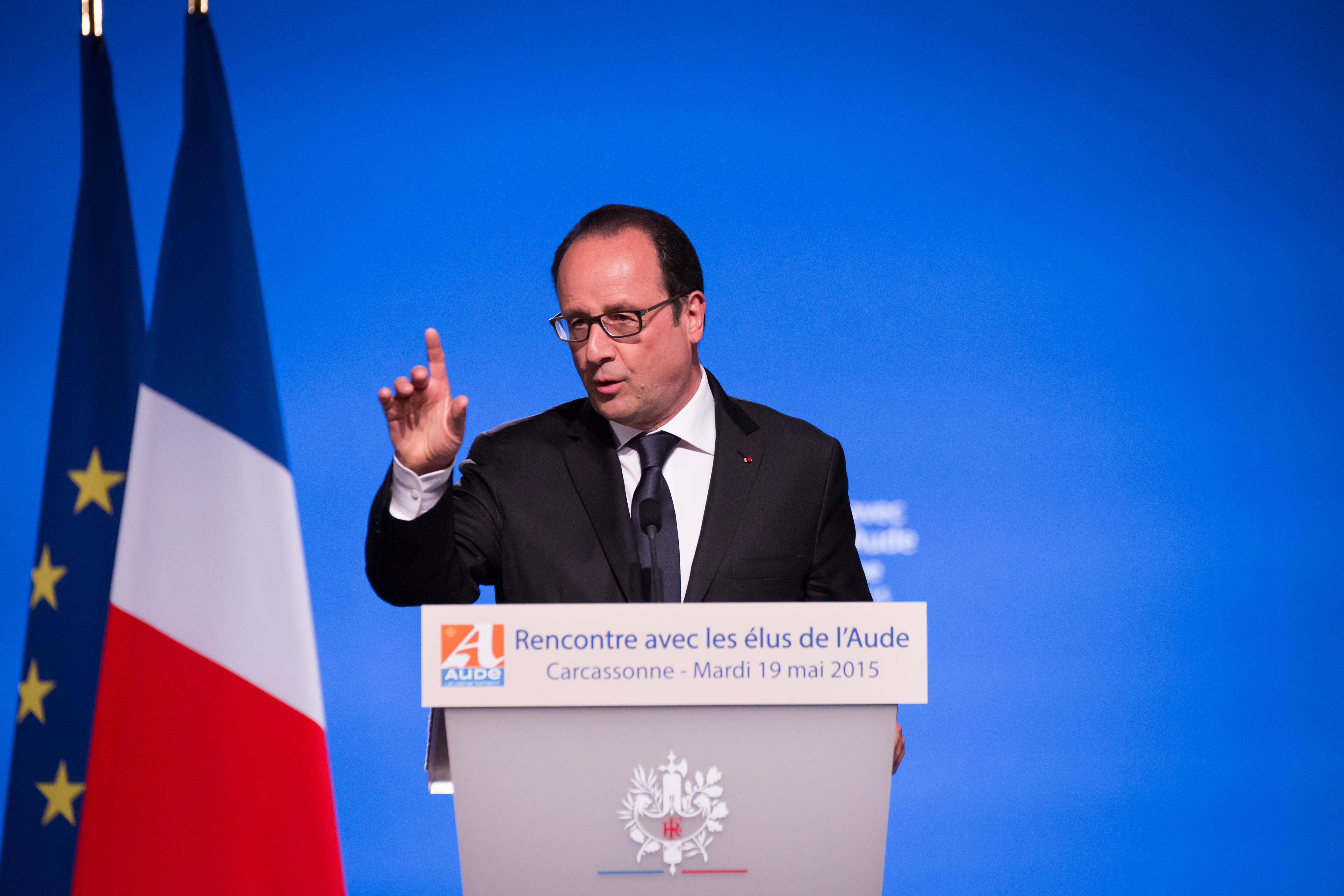
Francois Hollande il 19 maggio 2015 a Carcassonne.

Il 1º dicembre 2016, durante un discorso televisivo, Hollande annuncia di rinunciare a ricandidarsi alle elezioni dell'aprile 2017.
Pochi giorni prima, il primo ministro Valls aveva annunciato la sua candidatura alle primarie presidenziali del Partito Socialista, anche qualora Hollande si fosse ricandidato.

### Politica estera

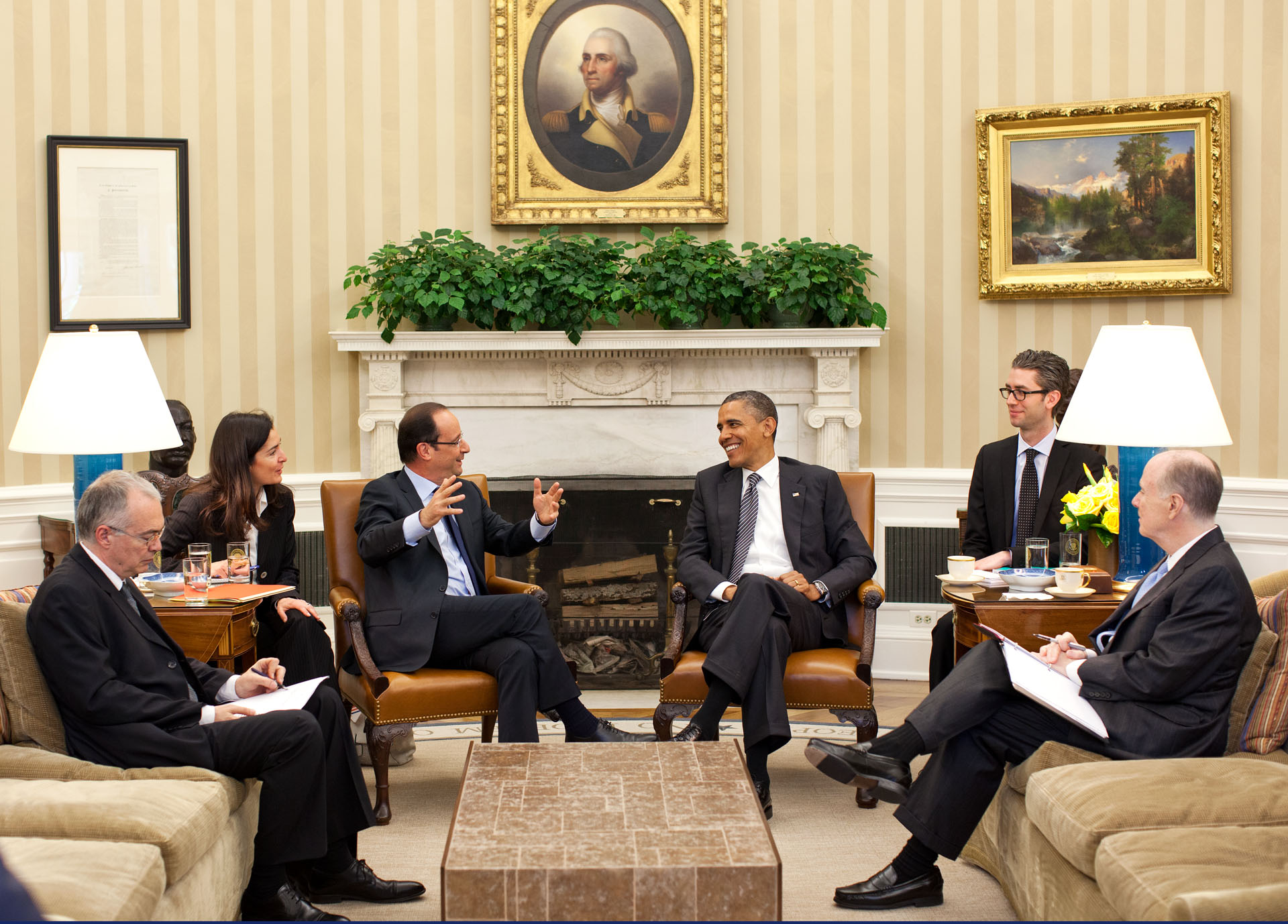
François Hollande con Barack Obama in un incontro bilaterale USA-Francia

Appena eletto presidente, si reca a Berlino per incontrare la Cancelliera tedesca Angela Merkel. Pur avendo promesso la fine delle politiche di austerità durante la campagna elettorale, non darà seguito alle istanze perseguendo la privilegiata intesa tra Francia e Germania: l'unità di intenti viene dimostrata in occasione della crisi finanziaria in Grecia nel 2015. Merkel e Hollande sono inflessibili con Tsipras, che capitola durante un vertice nel luglio 2015.
Il 19 maggio 2012 partecipa al G8 di Camp David, organizzato da Barack Obama. Sei giorni dopo si reca a Kabul per illustrare il piano di ritiro delle truppe dall'Afghanistan nell'ambito dell'operazione ISAF.
Hollande prosegue comunque con l'interventismo militare francese in Africa lanciando l'Operazione Serval in Mali nel gennaio 2013 e l'Operazione Sangaris nella Repubblica Centrafricana alla fine dello stesso anno.
Hollande aveva anche condannato l'utilizzo delle armi chimiche da parte del governo siriano guidato da Assad e si era espresso favorevolmente a un intervento militare in Siria al fianco degli Stati Uniti.

### Dopo l'Eliseo

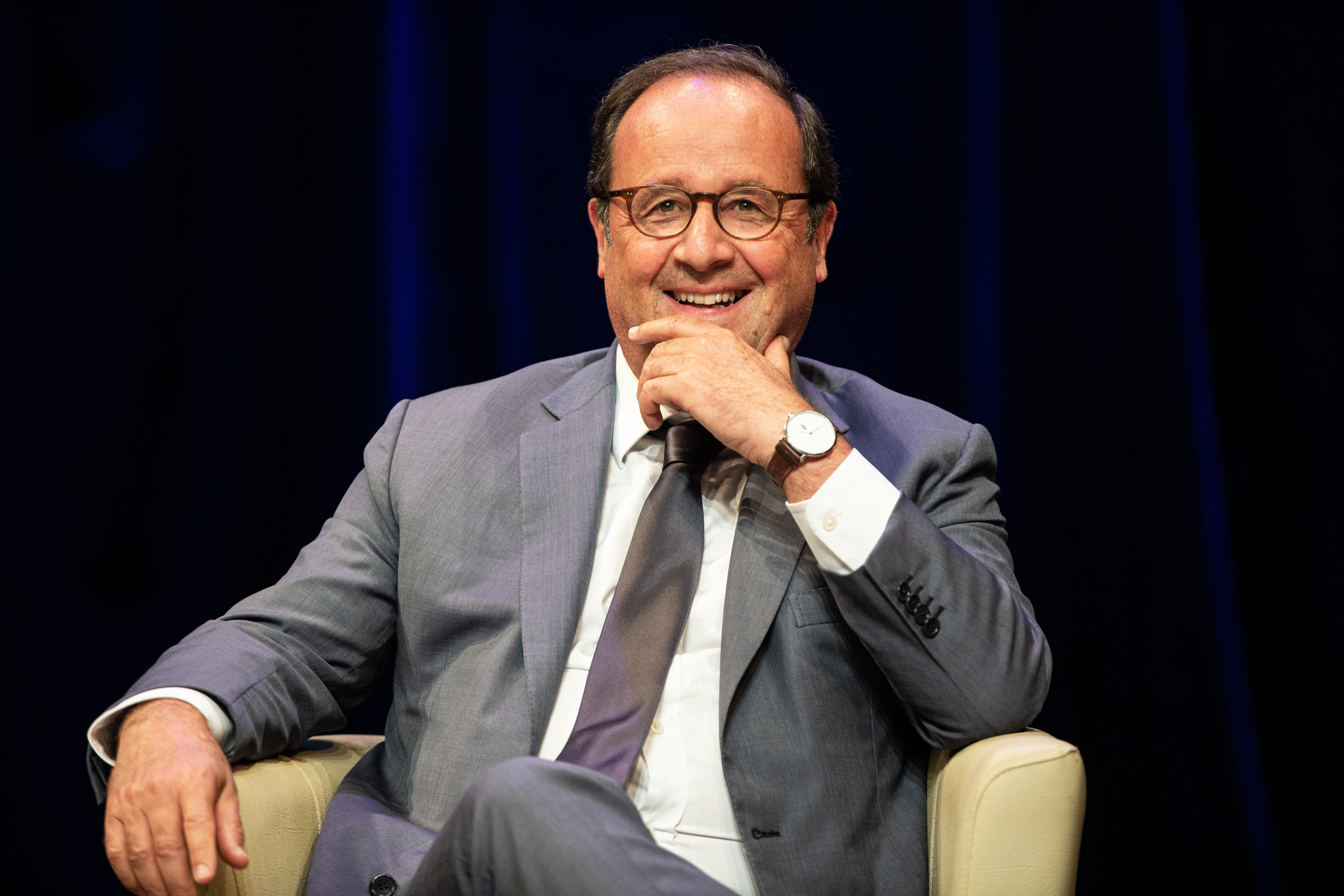
L'ex presidente francese François Hollande alla École Polytechnique nel corso di una conferenza sulla sua presidenza il 17 dicembre 2019.

Ha consegnato i suoi poteri di Presidente della Repubblica a Emmanuel Macron il 14 maggio 2017, durante una cerimonia al Palazzo dell'Eliseo. Dopo il trasferimento dei poteri, andò alla sede del Partito Socialista, rue de Solferino, come aveva fatto François Mitterrand nel 1995, e pronunciò un discorso che delineava le linee del suo mandato.
Su sua richiesta, un ordine del Primo Ministro, datato 11 maggio 2017, gli consente di far valere i propri diritti alla pensione come consulente referendario alla Corte dei conti dal 15 maggio successivo.
Come ex presidente della Repubblica, diventa un membro ex-officio del Consiglio costituzionale, ma annuncia la sua intenzione di rinunciare alla carica.
Nell'agosto 2017, ha parlato per la prima volta sulla politica di Emmanuel Macron: riferendosi al progetto di riforma del codice del lavoro, ha consigliato al Presidente della Repubblica di non "chiedere ai francesi sacrifici che non sono utili" e "non per flessibilizzare il mercato del lavoro al di là di ciò che [ha] già fatto, con il rischio di creare pause". Annuncia anche che non ha lasciato la politica.
Diventa, il 5 settembre 2017, presidente di La France s'engage, una fondazione creata nel 2016 per lavorare per l'innovazione sociale.
Il 15 giugno 2024, in seguito all’indizione delle elezioni legislative anticipate da parte del Presidente Emmanuel Macron, annuncia la sua candidatura a deputato presso il 1º collegio della Corrèze, con lo scòpo mettersi in prima linea per frenare l’avanzata del Rassemblement National. Inizialmente accolto con freddezza, la sua candidatura si è poi concretizzata maggiormente, anche grazie alla rinuncia del candidato disposto dal Nuovo Fronte Popolare per quella circoscrizione, venendo successivamente eletto al secondo turno.

## Mandati e funzioni

### Mandati parlamentari
- 23 giugno 1988 - 1º aprile 1993: deputato della prima circoscrizione della Corrèze.
- 12 giugno 1997 - 14 maggio 2012: deputato della prima circoscrizione della Corrèze.
- 20 luglio 1999 - 17 dicembre 1999: deputato europeo.
- 16 luglio 2024 - oggi: deputato della prima circoscrizione della Corrèze.

### Mandati locali
- 14 marzo 1983 - 16 marzo 1989: consigliere municipale di Ussel.
- 17 marzo 1989 - 24 giugno 1995: assessore al comune di Tulle.
- 23 marzo 1992 - 30 marzo 1992: consigliere regionale del Limousin.
- 25 giugno 1995 - 18 marzo 2001: consigliere municipale di Tulle.
- 16 marzo 1998 - 2 aprile 2001: consigliere regionale del Limousin.
- 19 marzo 2001 - 17 marzo 2008: sindaco di Tulle.
- 16 marzo 2008 - 11 maggio 2012: consigliere generale (provinciale) della Corrèze, per il cantone di Vigeois.
- 20 marzo 2008 - 11 maggio 2012: presidente del consiglio generale (provinciale) della Corrèze.

### Funzioni politiche
- 1995 - 1997: portavoce, segretario nazionale del Partito socialista, addetto stampa.
- 1997 - 2008: membro della segreteria nazionale e primo segretario del Partito socialista.

### Presidenza della Repubblica
- 15 maggio 2012 - 14 maggio 2017: presidente della Repubblica francese e coprincipe di Andorra.

## Pubblicazioni
- La gauche bouge, opera collettanea pubblicata con lo pseudonimo di Jean-François Trans (Jean-Claude Lattès, 1985)
- L'Heure des choix. Pour une économie politique, con Pierre Moscovici (Odile Jacob, 1991)
- Quelle VIe République?, con Jean-Luc Mélenchon, Christian Picquet e Arlette Laguiller (Le Temps des Cerises, 2007)
- Le Rêve français, 2011
- Un destin pour la France, 2012
- Changer de destin (Robert Laffont, 2012)

## Onorificenze

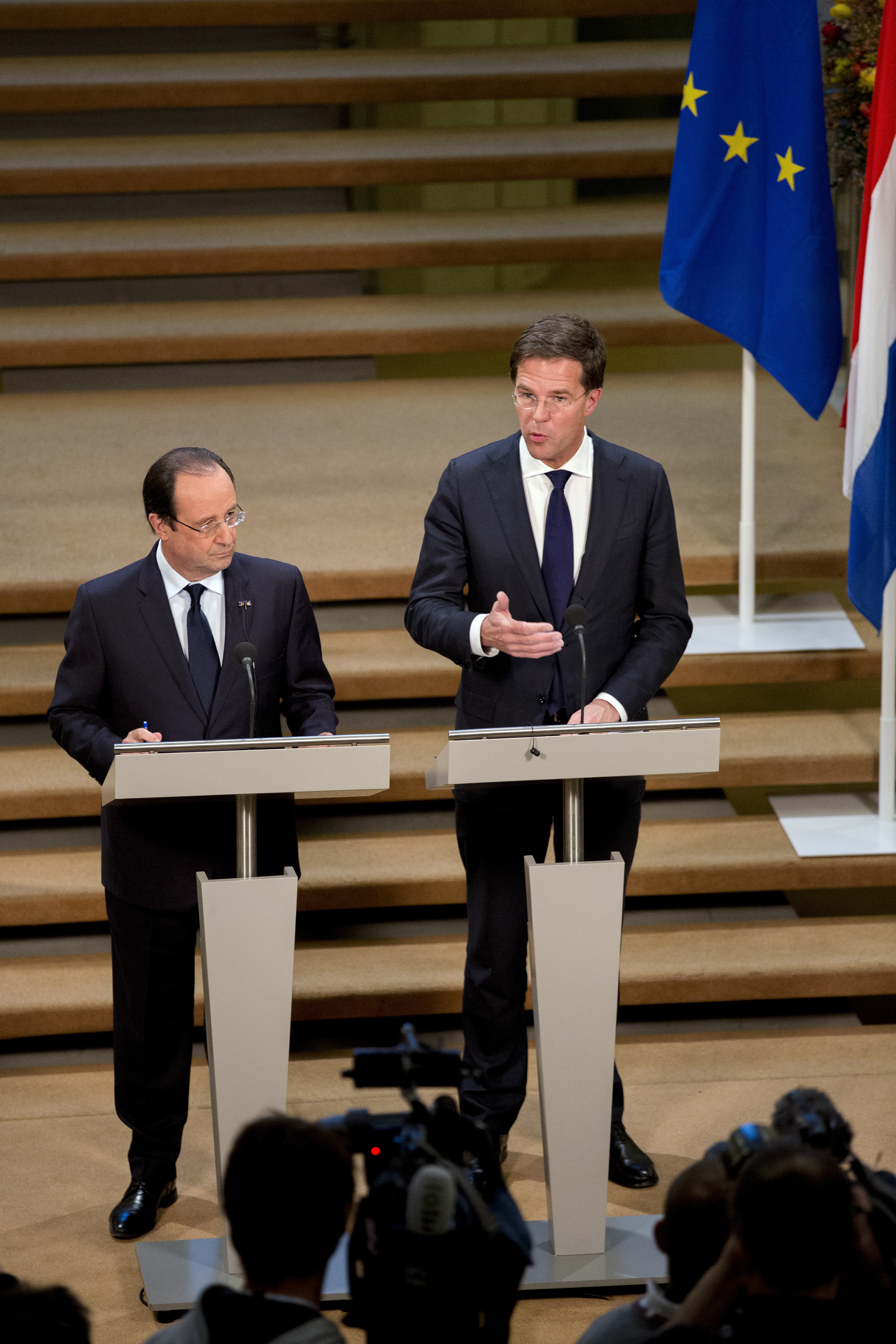
Incontro con il premier olandese Mark Rutte, 20 gennaio 2014

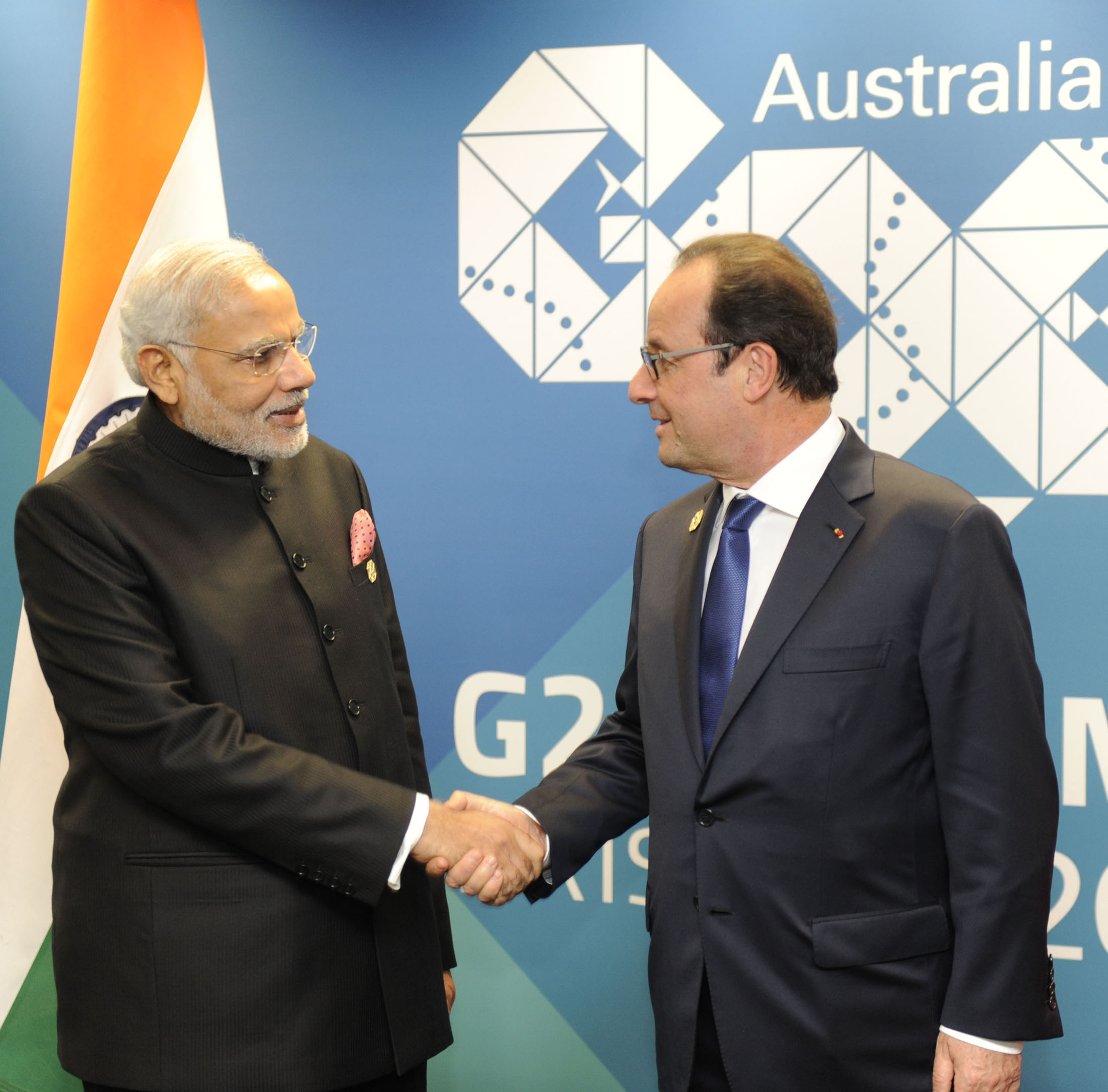
Il presidente Hollande incontra il primo ministro dell'India Narendra Modi al Vertice del G20 del 2014.

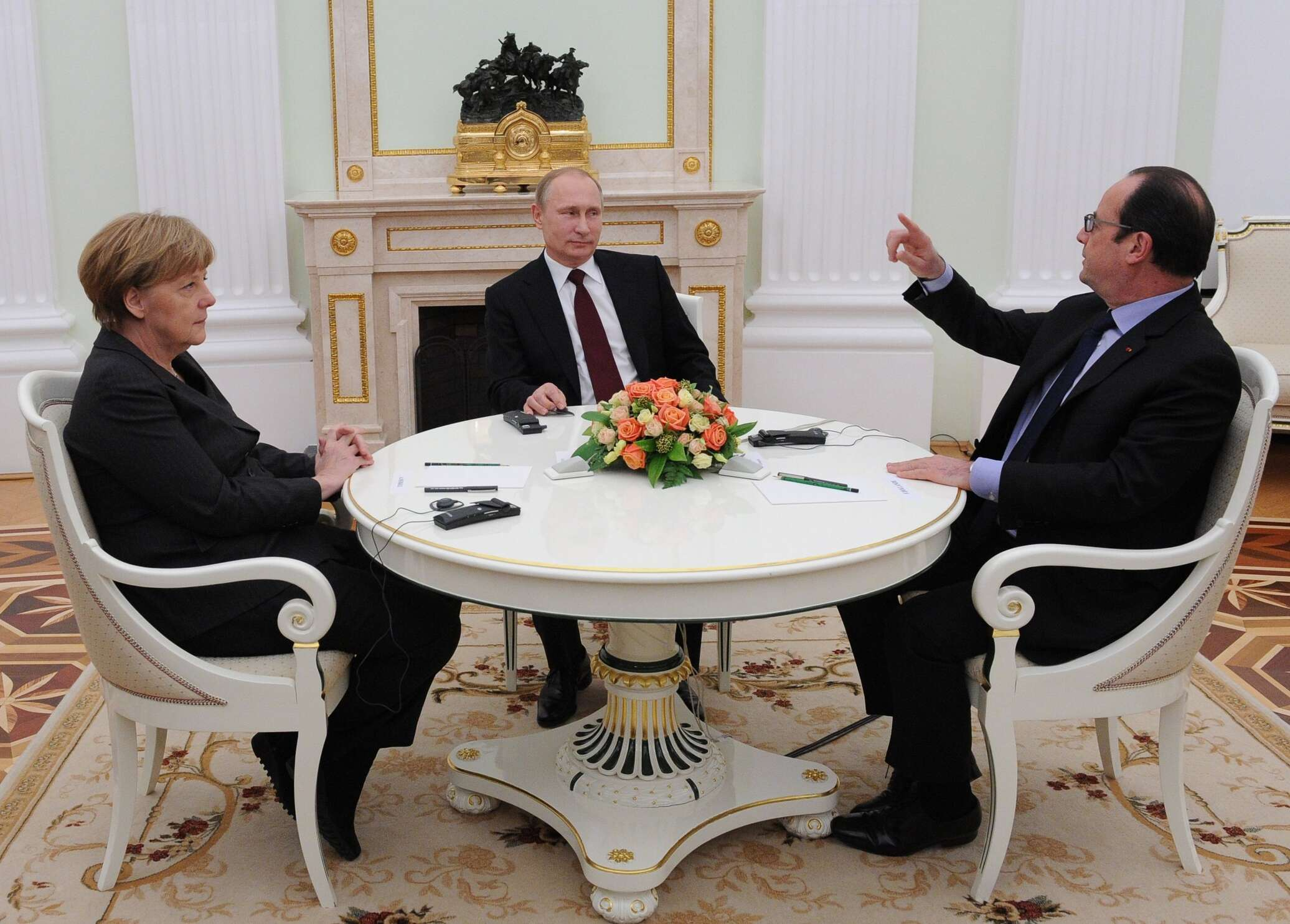
Angela Merkel, Vladimir Putin e François Hollande riuniti al Cremlino per discutere le soluzioni alla situazione nel sud-est dell'Ucraina. (6 febbraio 2015).

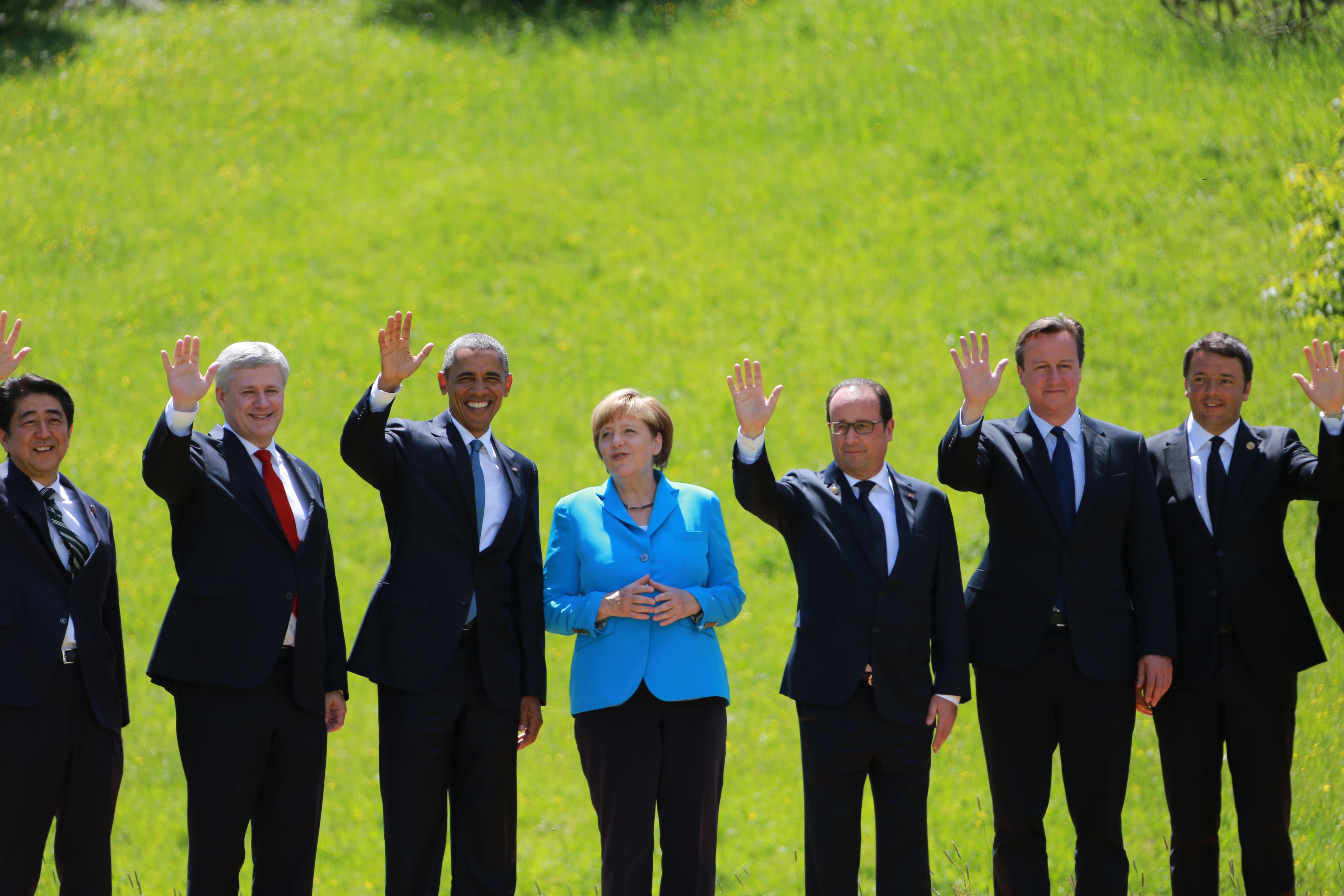
Il presidente Hollande (quinto a destra) con i leader del G7 del 2015 in Germania.

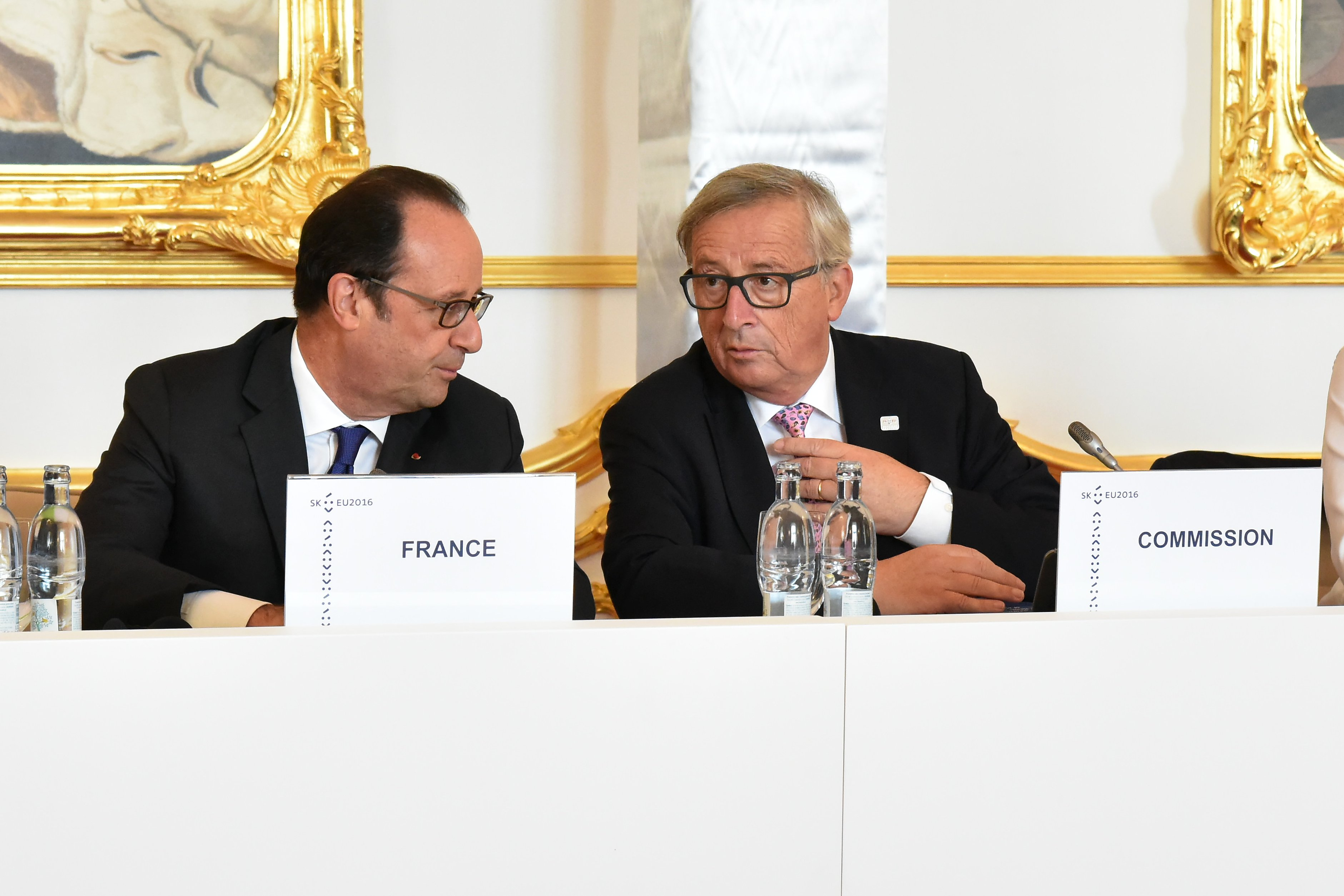
François Hollande e il presidente della Commissione europea Jean-Claude Juncker al Vertice di Bratislava il 16 settembre 2016.

### Onorificenze straniere
- Canonico onorario della Papale Arcibasilica Cattedrale del Santissimo Salvatore e dei Santi Giovanni Battista ed Evangelista in Laterano (questo titolo spettava ai re di Francia e oggi è rivestito dai presidenti della Repubblica francese).